# Bad Wiessee
Bad Wiessee est une commune d'Allemagne située dans l'arrondissement de Miesbach, du district de Haute-Bavière, au sud de la Bavière. C'est une station thermale et un lieu de tourisme réputé.

## Géographie

Situation de Bad Wiessee (en rouge) dans l'arrondissement de Miesbach.

Bad Wiessee se situe dans les Préalpes bavaroises, sur la rive occidentale du lac Tegern. À vol d'oiseau, la ville se situe à 5 km de Gmund, 15 km de Miesbach, 20 km de Holzkirchen, à 17 km de Bad Tölz et à une cinquantaine de kilomètres de Munich. La ville est proche de la frontière avec l'Autriche.
Le cœur historique du village a conservé un aspect ancien, notamment grâce aux chalets typiques de cette région de Bavière ; le long du lac se trouve une plage d'un kilomètre. 
La gare ferroviaire la plus proche est à Gmund, desservie par la Bayerische Oberlandbahn, dont la ligne rejoint Munich via Holzkirchen.
Il existe aussi une ligne de ferry qui relie régulièrement Bad Wiessee à Gmund, sur la rive est du lac.

## Origine du nom
L'étymologie du nom est assez facile à deviner, du fait qu'il s'agit d'une ville créée au Moyen Âge : le nom n'a donc pas eu l'occasion de vraiment s'altérer. Bad en allemand signifie « bain » (cf. Aix-les-Bains), See signifie « lac » (en référence au lac alpin sur lequel la bourgade s'est développée) et Wies est le mot bavarois pour « Ouest » (West en allemand). Bad Wiessee est donc le « bain à l'ouest du lac ».

## Histoire
En 1491, un moine découvrit un ruban doré, flottant sur un épanchement d'huile minérale qui sourdait à l'ouest du lac Tegern. La nouvelle de cette découverte se propagea vite et des pèlerins affluèrent par centaines pour goûter aux vertus médicales de l’huile dite de Saint-Quirin.
En 1909, le Hollandais Adriaan Stoop (nl), à la recherche de pétrole, entreprit des forages dans la zone et tomba sur une source d'eau iodée et sulfurée, aux vertus curatives. C'est à cette époque que le tourisme thermal a pris l'importance qu'on lui connaît aujourd'hui dans l'économie de la ville.
La ville est également le lieu où s'est déroulée, dans la nuit du vendredi 29 au samedi 30 juin 1934, la première phase de la nuit des Longs Couteaux, la célèbre opération nazie d'épuration interne : les principaux responsables de la SA, notamment leur chef Ernst Röhm, y furent arrêtés par les SS en présence d'Hitler, et pour une part fusillés dans la nuit ou les jours qui suivirent. En effet, les SA y séjournaient ensemble pour leurs vacances, ce qui confirme que le village était déjà un lieu de villégiature prisé par les personnes influentes.

## Démographie
| 1840 | 1871 | 1900 | 1925  | 1939  | 1950  | 1961  | 1970  | 1987  |
| ---- | ---- | ---- | ----- | ----- | ----- | ----- | ----- | ----- |
| 305  | 356  | 589  | 1 026 | 2 414 | 4 275 | 4 271 | 4 044 | 4 163 |

| 2000  | 2005  | 2009  | 2014  | 2022  | - | - | - | - |
| ----- | ----- | ----- | ----- | ----- | - | - | - | - |
| 4 250 | 4 465 | 4 644 | 4 777 | 5 198 | - | - | - | - |

## Économie
Le thermalisme (eaux iodées sulfureuses) et le tourisme constituent les principales activités de la commune, qui possède notamment un casino.

## Politique et administration
La commune est dirigée par un conseil de vingt membres, élus pour un mandat de six ans. Les dernières élections ont eu lieu le 15 mars 2020.
| Période   | Période   | Identité    | Étiquette | Qualité |
| --------- | --------- | ----------- | --------- | ------- |
| mars 2014 | mars 2020 | Peter Höß   | FWG       |         |
| mars 2020 | En cours  | Robert Kühn | SPD       |         |

## Blason
Le blason de la ville symbolise :
- la montagne, représentée par le triple mont jaune dans la partie inférieure du blason ;
- le lac alpin, représenté assez simplement par les ondes dans la partie centrale ;
- les eaux thermales, source de richesse pour la ville que cette dernière tient au creux de ses mains.

## Jumelage
La commune est jumelée avec Dourdan en France depuis 1963.

## Personnalités liées à la commune
- Adriaan Stoop (1856–1935), découvreur des sources thermales
- Werner von Blomberg (1878-1946), général, ministre de la Guerre
- Toni Kinshofer (1934-1964), alpiniste
- Michael Ande (né en 1944), acteur
- Helmut Dietl (1944-2015), cinéaste
- Gabriele von Ende (née en 1944), peintre